# Филипповская (Виноградовский район)
Филипповская — деревня в Виноградовском районе Архангельской области России. Входит в состав Виноградовского муниципального округа. С 2004 по 2021 год входила в состав Осиновского сельского поселения, хотя первоначально планировалось включить её в состав Конецгорского сельского поселения. Часть села Конецгорье.
Расположена на правом берегу реки Северная Двина, северо-западнее устья реки Верхняя Вареньга.

## Население
| 2002 | 2010 | 2012 |
| ---- | ---- | ---- |
| 12   | ↘5   | →5   |

Численность населения на 1.01.2010 — 10 человек.

### Карты
- Топографическая карта P-38-39,40. (Лист Рочегда)
- Филипповская на Wikimapia
- Филипповская. Публичная кадастровая карта. Архивировано из оригинала 7 марта 2016 года.